# Paratelmatoscopus brevistylis
Paratelmatoscopus brevistylis är en tvåvingeart som beskrevs av Duckhouse 1966. Paratelmatoscopus brevistylis ingår i släktet Paratelmatoscopus och familjen fjärilsmyggor. Inga underarter finns listade i Catalogue of Life.